# Al Khalifa

Escut d'armes de Bahrein

Al Khalifa (àrab: آل خليفة, Āl Ḫalīfa) és el nom de la dinastia que governa a Bahrein.
Els Al Khalifa eren un dels clans dels Utub que al segle xviii es van establir a Kuwayt junt amb els Al Sabah i els Al Djalahima i van emigrar el 1766 a Zubara (Qatar) dirigits pel xeic Khalifa ibn Muhammad que va morir el 1783 durant un pelegrinatge a la Meca.
El seu fill Ahmad ibn Khalifa es va apoderar el 1783 de les illes Bahrein que pertanyien a Pèrsia; no obstant Ahmad va restar a Zubara fins a la seva mort el 18 de juliol de 1795 deixant les illes i Qatar als seus fills Salman (o Sulman) i Abd Allah que van governar conjuntament, excepte del 1801 al 1811 en què les illes i Qatar foren ocupades pels wahhabites i foren portats presoners a al-Diriyya, però van poder retornar quan Bahrein i Qatar foren atacades pels Al Busaid d'Oman i la zona fou evacuada pels wahhabites.
El 1820 Abd Allah i Salman van signar el tractat de treva amb els britànics. La diarquia dels dos prínceps es va mantenir fins que Salman va morir el 1825, i després Abd Allah va governar nou anys amb el fill de Salman, Khalifa; mort aquest el 31 de maig de 1834, el seu fill Muhammad ibn Khalifa va reclamar la successió i va començar una guerra civil amb Qatar donant suport a Muhammad i les illes a Abd Allah; els saudites van atacar Abd Allah després d'acusar-lo d'estar darrer l'assassinat de Turki ibn Abd Allah (produïda el maig del 1834).
El 1839 Abd Allah va oferir a Muhammad Ali d'Egipte esdevenir el seu tributari, però els egipcis van abandonar la zona el 1840. A partir del juny de 1842 Abd Allah va aconseguir imposar-se al seu rival, però aquest es va reorganitzar i va fer una campanya victoriosa que li va donar gran part del poder el 1843; Abd Allah fou destituït pels notables de la família l'abril del 1843, i enviat a l'exili a Mascat (on va morir el feber de 1849) però els seus partidaris van mantenir l'agitació.
Muhammad ibn Khalifa, rebel del 1834 al 1842, fou portat al poder (abril del 1843). El seu regnat fou una sèrie de conflictes amb parents i enfrontaments amb Qatar on els habitants es van revoltar sovint, i externament amb perses, otomans i saudites que reclamaven la sobirania encara que cap d'ells va fer cap intent militar exceptuat un intent dels saudites. La darrera batalla important de la guerra civil fou la de Fuwayrit (o Umm Sumaywa) a finals del 1847 en què les forces de Muhammad van ser derrotades, però després la mort del seu rival li va deixar al camí lliure. Per fer front al perill wahhabita es va signar un tractat el 1851 entre Bahrein i el saudita Faysal ibn Turki pel qual Dawha (Doha), Wakra i Fuwayrit van ser cedides als wahhabites; el xeic a més a més va pagar un tribut anual per garantir el suport wahhabita contra els atacs de tribus lleials a aquests a Qatar. Aquestos territoris de Qatar en la pràctica van esdevenir independents.
El maig de 1861 Muhammad va haver de signar un tractat amb Gran Bretanya prohibint la pirateria, la guerra marítima i el comerç d'esclaus per mar però a canvi els britànics van reconèixer la independència i sobirania de Bahrein i garantien la integritat de l'estat contra tota agressió. L'octubre de 1867, aliat al xeic dels Banu Yas d'Abu Dhabi, va atacar i saquejar Doha i Wakra a Qatar per castigar a les tribus rebels; els dos ports foren destruïts i els habitants d'aquestes ciutats foren desplaçats (entre ells Muhammad ibn Thani dels Al Thani del grup maadjid).
Els britànics van considerar aquest atac una violació del tractat i el van convidar a pagar indemnitzacions. El xeic va refusar i fou deposat pels britànics el 6 de setembre de 1868 i posat al tron el seu germà Ali ibn Khalifa. Els britànics van imposar un acord a Qatar per mitjà del coronel Lewis Pelly; l'acord es va signar el setembre de 1868 incloent a Muhammad ibn Thani que havia retornat a Doha, i segons el qual Qatar era reconegut com a entitat separada i la família Al Khalifa de Bahrein va renunciar a la sobirania però a canvi d'un tribut. Aquest tribut es va pagar fins al 1872 quan Qatar va acceptar la sobirania otomana.
L'enderrocat Muhammad es va refugiar a Katif on va formar una aliança amb el seu parent Muhammad ibn Abd Allah ibn Ahmad, i altres membres dels Al Khalifa hostils als britànics; amb aquests aliats i disposant d'uns centenars de guerrers de la tribu, va atacar Bahrein el setembre de 1869 i el 28 de setembre Ali fou executat; però llavors Muhammad ibn Abd Allah, que era el que aportava més guerrers, es va girar contra Muhammad ibn Khalifa al que va empresonar, i es va proclamar xeic o hakim.
El govern angloindi va enviar una força naval que va arribar al cap de dos mesos i l'1 de desembre Muhammad ibn Khalifa i el seu presoner Muhammad ibn Abd Allah, es van rendir als britànics i foren enviats a l'Índia. Muhammad ibn Abd Allah va morir el 1877 i llavors Muhammad ibn Khalifa fou enviatr a Aden i uns anys després alliberat a condició de no tornar a Bahrein i va morir a la Meca el 1890.
El fill d'Ali, Isa ibn Ali, de 21 anys, fou proclamat hakim o xeic (1 de desembre de 1869). Després del 1872 els otomans, que havien ocupat al-Hasa, ven exercir pressió sobre Bahrein per reconèixer la sobirania otomana perà Isa va restar fidels als britànics; en aquest moment pràcticament totes les seves possessions a Qatar ja s'havien perdut a favor dels Al Thani de Doha que des de 1872 reconeixia la sobirania otomana, i només quedava Zubara, el principal punt de Bahrein a Qatar, que fou saquejat i destruït pel xeic Djasim ibn Muhammad Al Thani d'acord amb una branca renegada dels Al Khalifa (novembre de 1878) quedant despoblada, però durant anys el seu territori fou objecte de litigi entre Qatar i Bahrein.
El desembre de 1880 Isa va signar un tractat pel qual es comprometia a no entrar en relacions amb cap altra potència estrangera fora de Gran Bretanya el que equivalia al protectorat, i a no autoritzar a cap govern estranger a obrir representacions consulars o diplomàtiques a les illes; l'octubre de 1888 va morir el seu germà Ahmad ibn Ali al qual havia tingut associat al govern des de la seva proclamació; l'acord amb els britànics fou renovat i ampliat en un altre tractat el març de 1892, en el qual es comprometia a no vendre cap part del seu territori a un estat estranger; el 1923 Isa va abdicar oficialment en el seu fill Hamad ibn Isa (designat hereu el 1893) però de fet va conservar tot el poder quasi fins a la seva mort el 10 de desembre de 1932 quan finalment Hamad va assolir el poder efectiu.
El febrer de 1940 Hamad va designar hereu al seu fill Salman. Hamad va morir el 24 de febrer de 1942 amb 76 anys i el va succeir el seu fill i hereu Salman. També aquest va regnar fins a la seva mort el 2 de novembre de 1961 passant el tron al seu fill i hereu Isa ibn Salman; el 1970 Iran va renunicar a la seva reclamació històrica sobre les illes. El seu germà Khalifa ibn Salman fou nomenat president del nou consell d'estat el 19 de gener de 1970. El 16 d'agost de 1971 Bahrein va accedir a la independència i el sobirà va adoptar el títol d'emir i el president del consell d'estat el de primer ministre. El 1973 es va promulgar una constitució establint la xara com a llei fonamental. El desembre de 1973 es van fer les primeres eleccions per escollir a 30 membres de l'assemblea consultiva. Isa va morir el 6 de març de 1999 i el va succeir el seu fill Hamad ibn Isa que el 14 de febrer de 2002 va adoptar el títol de rei en lloc d'emir.

## Llista de sobirans
- Ahmad ibn Muhammad Al Khalifa 1783 - 1795
- Abd Allah ibn Ahmad Al Khalifa 1795 - 1801
- Sulman ibn Ahmad Al Khalifa 1795 -1801
- Ocupació wahhabita 1801-1810
- Abd Allah ibn Ahmad Al Khalifa 1801 - 1843
- Salman ibn Ahmad Al Khalifa 1801 - 1825
- Khalifah ibn Salman Al Khalifa 1825 - 1834
- Muhammad ibn Khalifah Al Khalifa 1834 - 1842 i 1843 - 1868
- Ali ibn Khalifah Al Khalifa 1868 - 1869
- Muhammad ibn Abdullah Al Khalifa 1869
- Isa ibn Ali Al Khalifa 1869-1932
- Hamad ibn Isa Al Khalifah 1932 - 1942
- Salman ibn Hamad Al Khalifa 1942 - 1961
- Isa ibn Salman Al Khalifa 1961 - 1999
- Hamad ibn Isa Al Khalifa 1999 -